# Cet été-là (film, 2022)
 (décembre 2022).
Si vous disposez d'ouvrages ou d'articles de référence ou si vous connaissez des sites web de qualité traitant du thème abordé ici, merci de compléter l'article en donnant les références utiles à sa vérifiabilité et en les liant à la section « Notes et références ».
Pour les articles homonymes, voir Cet été-là.
Pour plus de détails, voir Fiche technique et Distribution.
Cet été-là est une comédie dramatique franco-belge réalisée par Éric Lartigau et sortie en 2022.
Le film est adapté du roman graphique Cet été-là de Jillian Tamaki et Mariko Tamaki.

## Fiche technique
- Titre original : Cet été-là
- Réalisation : Éric Lartigau
- Scénario : Delphine Gleize et Éric Lartigau, d'après Cet été-là de Jillian Tamaki et Mariko Tamaki
- Musique : Evgueni Galperine et Sacha Galperine
- Photographie : Jacques Girault
- Montage :
- Décors :
- Costumes : Laurence Nicolas
- Production : Alain Attal
  - Producteur délégué : Xavier Amblard
  - Coproducteur : Philippe Logie
- Société de production : Trésor Films
- Société de distribution : Studiocanal
- Pays de production :  France et  Belgique
- Langue originale : français
- Format : couleur — 2,35:1
- Genre : comédie dramatique
- Durée : 99 minutes
- Dates de sortie :
  - France : 11 novembre 2022 (Arras Film Festival) ; 4 janvier 2023 (en salles)

## Distribution
- Rose Pou-Pellicer: Dune
- Juliette Havelange : Mathilde
- Marina Foïs : Sarah
- Gael García Bernal : Thiago
- Chiara Mastroianni : Louise
- Adèle Wismes : Margaux
- Hugo Fernandes : Eliott
- Ángela Molina : Pépé
- Éric Lartigau : le joueur du minigolf

## Tournage
Le film est tourné sur la côte landaise, à Soorts-Hossegor, Seignosse et Vieux-Boucau,,.